# بخش مرلو
بخش مرلو (به اسپانیایی: Partido de Merlo) یک منطقهٔ مسکونی در آرژانتین است که در استان بوئنوس آیرس واقع شده‌است. بخش مرلو ۱۷۰ کیلومتر مربع مساحت و ۵۲۴٬۲۰۷ نفر جمعیت دارد.